# Aimée Julie Cheron
Aimée Julie Cheron (născută Jovin; n. 26 aprilie 1821, Paris, Franța – d. 1890) a fost o pictoriță franceză de miniaturi.

## Biografie
Cheron s-a născut la Paris și a fost eleva lui François Meuret⁠(d) (1800–1887). A făcut parte din Salonul⁠(d) de la Paris între 1846 și 1870. După 1870, când popularitatea portretelor în miniatură a început să scadă, Cheron a pictat doar portrete și peisaje pe porțelan. A locuit multă vreme la Paris, la rue De Chabrol 52, apoi la rue Montholon 22 și, în sfârșit, în ultimii ani ai vieții ei la Samois-sur-Seine⁠(d).
La 27 august 1850 s-a căsătorit cu Amedee Paul Cheron (Paris, 11 martie 1819 – 5 mai 1881) și au avut un fiu, Jacques Paul (n. 12 aprilie 1853). La 7 iulie 1881, Jacques Paul s-a căsătorit cu Lucie (Lucy) Josephine Fehrenbach (născută la 19 decembrie 1856), care a fost elevă a mamei sale și pictoriță de miniaturi la Paris, unde locuia la rue de L'Ancienne Comédie 18. A participat la Salonul de la Paris din 1875 până în 1880 și a pictat, de asemenea, portretul poetului François Coppée. În 1881, după moartea lui Amedee, lui Aimee i s-a acordat o pensie civilă.
Amedée a fost un bibliograf cunoscut, care, în 1845, a intrat în Biblioteca Imperială în calitate de director al departamentului de retipărire a cărților rare despre artele frumoase și istoria Franței. În 1855/1856 a scris, pentru editorul Jannet, Catalogul general al tuturor operelor literare publicate în perioada 1800–1855 și o carte suplimentară pentru Causeries du Lundi de Charles Augustin Sainte-Beuve . Stilul lui Aimée era foarte detaliat, în stilul pointilist tipic profesorului său, Francois Meuret. Acest stil a fost adoptat și de un alt elev al lui Meuret, Camille Cornéile Isbert (1825–1911), care și-a expus deseori miniaturile la Salon împreună cu Aimée. A fost o bună desenatoare, a tratat cu mare grijă toate detaliile chipului personajului, în special tonurile pielii. De asemenea, hainele sunt pictate cu mare atenție, iar fundalurile sunt variate: peisaje, interioare sau simple monocrome. Avea o profundă capacitate de introspecție și a reușit să redea dimensiunea temperamentală și psihologică a modelelor.
Până în 1850 și-a semnat miniaturile „Aimée Jovin”. Din 1852 până în 1872 a prezentat la Salon, semnând piesele sale ca „Aimée Cheron”. Cheron era, de asemenea, numele de familie al altei pictorițe și miniaturiste, Elisabeth Sophie Cheron (1684–1711). Printre elevele ei s-a numărat și Tatiane Gerardin, care și-a expus lucrările la Salon între 1875 și 1885. În 1865, Aimee a fost reprezentată într-un bust de marmură de către sculptorul Charles Cordier⁠(d) (1827–1905), care se află acum în colecția privată a descendenților lui Cordier.

## Operă
- Placă din porțelan cu buchet floral, semnată Aimée Jovin și datatp 1839.
- Placă de porțelan, cu buchet de flori pictat în culori, în vază de porțelan, picături de apă, buburuze și ramuri de flori pe o lespede de piatră, semnat Aimée Jovin și datată 1841;
- Portretul unei domnișoare, păr ondulat decorat cu flori proaspete semnat Aimée Jovin și datat 1841;
- Portretul unei domnișoare semnat Aimée Jovin și datat 1845;
- Portretul unei domnișoare cu părul castaniu despărțit pe centru, fundal de cer semnat Aimée Jovin și datat 1846;
- Decorații pentru cartea Contes scrisă de Charles Nodier⁠(d) (1780–1844) și ilustrată de Tony Johannot⁠(d) (1803–1852), publicată la Paris de J. Hetzel în 1846;
- Portretul unei domnișoare purtând o rochie de catifea neagră, cu guler de dantelă, nasturi de perle și broșă de smarald într-un peisaj însorit, cu un palat în prim plan în stânga modelului, semnat Aimée Jovin și datat 1847;
- Portretul Marie-Madeleine-Charlotte Bailleul, semnat Aimée Jovin și datat 1847;
- Portretul unei doamne purtând o bentiță albastră și o rochie albă cu un buchet floral, semnat Aimée Jovin Cheron (1850?)
- Portretul doamnei Fontane, semnat Aimée Cheron și datat 1852;
- Portretul doamnei C. Dorvault, semnat Aimée Cheron și datat 1852;
- Portretul doamnei Les Aulnaies, semnat Aimée Cheron și datat 1852;
- Portretul unui băiat, semnat Aimée Cheron și datat 1857;
- Portretul fiului autorului Jacques Paul, semnat Aimée Cheron și datat octombrie 1861;
- Portretul doamnei Marguerite Devant, semnat Aimée Cheron și datat 1869;
- Portretul doamnei Lucy Fehrenbach, semnat Aimée Cheron și datat 1869;
- Portretul Contelui de Riboisiére Charles Honore, fiul cel mare al căpitanului de artilerie al Gărzii Imperiale, semnat Aimée Cheron din Gros (1875?);
- Portretul contesei de Riboisiére, semnat Aimée Cheron din Kinson (1875?)[2][3][4][5]